# Era Koka
Kōka (弘化) foi uma era japonesa depois de Tempō e antes de Kaei, que se prolongou de 2 de Dezembro (?) de 1844 a 28 de Fevereiro (?) de 1848. os imperadores reinantes foram Ninkō e Kōmei.

## Mudança de era
Devido a um incêndio no Castelo de Edo, a 2 de Dezembro (?), Tempō 15 (1844), a era mudou para Kōka (mais ou menos "Tornando-se vasto")

| Kōka       | 1.º  | 2.º  | 3.º  | 4.º  | 5.º  |
| Gregoriano | 1844 | 1845 | 1846 | 1847 | 1848 |